# Un fel de spațiu

Coperta volumului Un fel de spațiu, 2015, Editura Nemira

Un fel de spațiu este o colecție de povestiri științifico-fantastice ale scriitorului român Ion Hobana.  A apărut în 1988 la Editura Albatros, în colecția Fantastic Club.  Conține 12 povestiri grupate în 3 părți. Volumul a fost republicat în 2015 de către Editura Nemira, în colecția Nautilus.

## Cuprins
- Lumea tăcerii"
  - „Coborând în albastru”, ficțiune scurtă de Ion Hobana
  - „Lumea "tăcerii" ”, ficțiune scurtă de Ion Hobana  (din 1963)
  - „Furtună în adâncuri”, ficțiune scurtă de Ion Hobana
  - „Emisfera vie ”, ficțiune scurtă de Ion Hobana
- Un fel de spațiu
  - „Glasul trecutului ”, ficțiune scurtă de Ion Hobana  (din 1963)
  - „... un fel de spațiu”, ficțiune scurtă de Ion Hobana (variantă a povestirii Un fel de spațiu din 1974)
  - „Emisiune nocturnă”, ficțiune scurtă de Ion Hobana (din 1985)
  - „Timp pentru dragoste”, ficțiune scurtă de Ion Hobana
- Oameni și stele
  - „Cea mai bună dintre lumi”, ficțiune scurtă de Ion Hobana (din 1962)
  - „Tranzacția”, ficțiune scurtă de Ion Hobana
  - „Ploaia de seară”, ficțiune scurtă de Ion Hobana (din 1981)
  - „Oameni și stele”, ficțiune scurtă de Ion Hobana (din 1963)